# Adhèrbal de Numídia
Adhèrbal va ser rei de Numídia de l'any 118 aC fins al 112 aC.
Era fill de Micipsa i net de Masinissa I. Va rebre el regne de Numídia del seu pare, juntament amb els seus germans Hiempsal i Gauda. Gauda va ser declarat massa dèbil, encara que després va ser rei, i substituït per un cosí, Jugurta, l'any 118 aC.
Jugurta va assassinar al cap de poc temps a Hiempsal i llavors Adhèrbal va fugir a Roma. Els romans el van restablir a la seva part del regne l'any 117 aC però aviat Jugurta el va atacar i el va assetjar a Cirta on Jugurta el va assassinar traïdorament l'any 112 aC tot i la protecció de la República de Roma, provocant la Guerra de Jugurta. En parlen Sal·lusti i Titus Livi.